# Lenguas del Caribe
Las lenguas del Caribe son el conjunto de idiomas y dialectos hablados en la región del Caribe, en el Atlántico noroccidental. Dicha región se caracteriza por una diversidad lingüística, basada en un extenso bagaje histórico y cultural, el resultado de importantes movimientos migratorios de África y Europa en épocas coloniales y posteriores. En total incluye seis idiomas oficiales —cuatro lenguas europeas y dos criollas—, entre una veintena de lenguas criollas que se hablan en las distintas islas y costas del mar Caribe. Aunque en su definición más común en el idioma español, la región del Caribe incluye los países norteños de América del Sur y los de América Central que bordean el mar Caribe, cuando se habla de «lenguas del Caribe» se refiere a las habladas en la América insular (tanto naciones independientes como territorios dependientes y regiones pertenecientes a los países continentales), además de dialectos hablados en los litorales caribeños de los mencionados países.

## Lenguas oficiales
Los seis idiomas oficiales hablados en el Caribe son:
- Español: idioma oficial de Cuba, la República Dominicana y Puerto Rico (cooficial);[4] además de las regiones insulares y costeras de las Islas de la Bahía (Honduras), las Islas del Maíz (Nicaragua), la isla de Cozumel e Isla Mujeres (México), Nueva Esparta (Venezuela), las dependencias federales de Venezuela, el archipiélago de San Andrés, Providencia y Santa Catalina (Colombia) y el archipiélago de Bocas del Toro (Panamá).[5]
- Inglés: idioma oficial en Anguila, Antigua y Barbuda, Bahamas, Barbados, las Islas Vírgenes Británicas, las Islas Caimán, Dominica, Granada, Guyana (se refiere particularmente a la baja llanura costera), Jamaica, Montserrat, San Cristóbal y Nieves, Santa Lucía, San Martín (de Países Bajos, junto al neerlandés), San Vicente y las Granadinas, Trinidad y Tobago, Islas Turcas y Caicos, y las Islas Vírgenes de los Estados Unidos. Al igual que el español, es idioma oficial de Puerto Rico (siendo territorio no incorporado de los Estados Unidos), además de contar con una importante población anglófona.
- Francés: idioma oficial de Guadalupe, Haití (junto al criollo local), Martinica, San Bartolomé, San Martín (parte francesa) y la Guayana Francesa (litoral caribeño).
- Neerlandés: idioma oficial de Aruba, Bonaire, Curazao (en estas tres islas, junto al papiamento), Saba, San Eustaquio, San Martín (parte neerlandesa, junto al inglés) y Surinam (litoral caribeño).
- Criollo haitiano: lengua criolla antillana, cooficial (junto al francés) en Haití, con presencia en otros territorios caribeños como la República Dominicana, Cuba y las Bahamas, y en la diáspora haitiana en América y Europa.
- Papiamento: lengua criolla de base portuguesa con importante aportación del español; cooficial (junto al neerlandés) en Aruba, Bonaire y Curazao.

Distribución de las lenguas oficiales del Caribe insular.
Español
Francés
Inglés
Neerlandés
Criollo haitiano
Papiamento

Tanto el neerlandés como el francés tienen una fuerte presencia en las islas (el francés también a través del criollo antillano). Si bien en términos generales, es el español el idioma más hablado en la región por ser lengua oficial y lengua franca en las islas más grandes del Caribe, y más todavía si se tienen en cuenta los litorales del norte de países sudamericanos como Colombia y Venezuela, y de países que conforman el istmo centroamericano. Estos cuentan además con islas y pequeños archipiélagos que forman parte del Caribe insular (véase desglose anterior). Entre las variedades del español caribeño insular, cabe destacar el español cubano, el español dominicano y el español puertorriqueño.
Si bien el inglés, más allá de ser oficial en varios territorios caribeños (dialecto británico o estadounidense según el caso), es el idioma más usado como lengua vehicular y lengua del turismo. La variedad de dialectos locales del inglés (no incluyendo los criollos) se llaman inglés caribeño, entre los que destacan hablas como el inglés trinitense (no confundir con el criollo inglés trinitense). Si se tienen en cuenta los criollos basados en inglés, sobre todo el patois jamaicano por su alto nivel de inteligibilidad mutua, el inglés se convierte en la lengua dominante. También existe el inglés bermudeño hablado en las Bermudas; si bien estas islas no se encuentran geográficamente en el Caribe, sí forman parte de la Comunidad del Caribe.
Otra lengua europea histórica de la región, el portugués, concentra su influencia en el papiamento. También existen núcleos menores de habla portuguesa en Jamaica, las Bermudas, San Martín y Guyana.

## Lenguas particulares del Caribe
La mayoría de lenguas criollas y pidgin del Caribe son lenguas vernáculas sin estatus oficial (las únicas dos excepciones siendo el papiamento y el criollo haitiano). A su vez, ninguna de las lenguas indígenas insulares del Caribe precolombino ha sobrevivido hasta la actualidad; las únicas lenguas indígenas consideradas caribeñas son las habladas en las Guayanas (es decir, en el litoral continental), todas lenguas caribes y arahuacas, salvo el warao (lengua aislada).

### Criollos basados en inglés
- Criollo antiguobarbudense, hablado en Antigua y Barbuda, con presencia en Anguila, Montserrat y San Cristóbal y Nieves.[13]
  - Criollo antigüense, variedad del criollo antiguobarbudense hablada en la isla Antigua.
- Criollo bahameño: hablado en las Bahamas en dos variedades levemente distintas entre blancos y personas de color.
- Criollo bajan: hablado en Barbados; presenta influencias africanas y británicas (más allá del inglés).
- Criollo beliceño (kriol): hablado en Belice; actualmente cuenta con unos 70 000 hablantes nativos.
- Criollo guyanés: hablado en Guyana; con aportaciones africanas, indígenas arahuacas y del neerlandés antiguo.
- Criollo jamaiquino (patois): hablado en Jamaica y en la diáspora jamaicana; en base inglesa con influencias nigerocongolesas.
- Criollo inglés trinitense (o criollo trinitense; la forma completa se usa para distinguirlo del criollo francés trinitense): hablado por la mayoría de nativos de la isla Trinidad (la mayor isla de Trinidad y Tobago); posee algunas singularidades que lo distinguen de otros criollos de las Antillas Menores, incluido el de la vecina isla de Tobago.
- Criollo de Tobago: hablado en la isla de Tobago (la otra isla de Trinidad y Tobago).
- Sranan tongo (o surinamés): hablado en Surinam; con aportaciones portuguesas, neerlandesas y africanas; actualmente cuenta con unos 300 000 hablantes nativos.
- Criollo sancristobaleño: hablado en San Cristóbal y Nieves; actualmente cuenta con unos 40 000 hablantes nativos.
- Criollo San Andresano (Kriol): hablado en el archipiélago de San Andrés y providencia (Colombia)

### Criollos basados en francés
- Criollo haitiano (véase lenguas oficiales).
- Criollo antillano: grupo de variedades muy similares del criollo francés, que incluye las siguientes hablas:
  - Criollo dominicano: hablado en Dominica;
  - Criollo granadino: hablado en Granada;
  - Kwéyòl: hablado en el Caribe oriental, particularmente en Santa Lucía (su origen), Dominica y las Antillas Menores.
- Criollo de Guayana Francesa, hablado en la región homónima; de base francesa, presenta influencias de las otras lenguas europeas caribeñas (inglés, portugués, español y neerlandés).
- Criollo francés trinitense, hablado por los criollos franceses en Trinidad y Tobago. Guarda similitud con el Kwéyòl, aunque se distingue de él por las aportaciones del español trinitense (extinto) y del hindustaní trinitense.

### Otros criollos
- Papiamento (véase lenguas oficiales).
- Saramaccano: hablado en Surinam, principalmente a lo largo del río Saramacca y el norte del río Surinam. En esta región cuenta actualmente con unos 58 000 hablantes nativos, todos de etnia africana. Además es hablado en la capital surinamesa Paramaribo, en la Guyana Francesa (donde cuenta con unos 8000 hablantes) y en Países Bajos. Se desarrolló a partir de una mezcla de inglés, portugués y lenguas de la África Central. Presenta una variedad de tres subdialectos.

### Otras lenguas

#### Lenguas koiné
- Hindustaní caribeño: lengua koiné indoaria hablada por los indocaribeños y en la diáspora indocaribeña. Se basa principalmente en los dialectos hindustaníes de bhoshpuri y awadhi, hablados por inmigrantes llegados de la India, y está estrechamente relacionada con el hindi fiyiano y el hindustaní (que se habla en Mauricio y Sudáfrica y con el que comparte nombre). La lengua también ha tomado prestadas muchas palabras de lenguas predominantes en las respectivas islas donde se habla; a saber, neerlandés e inglés en Surinam y Guyana, e inglés y francés en Trinidad y Tobago. También presenta influencias menores del tamil y otras lenguas drávidas.
  - Hindustaní trinitense (también llamado hindi-urdu), variedad hablada en Trinidad y Tobago.
  - Hindustaní sarnamí (o sencillamente sarnamí), variedad hablada en Surinam.
  - Hindustaní guyanés (también llamado aili gaili), variedad hablada en Guyana.

#### Lenguas indígenas
Como ya mencionado, no existen lenguas indígenas caribeñas insulares habladas en la actualidad. En algunas clasificaciones se incluyen entre las lenguas del Caribe las habladas en el litoral sur continental del mar Caribe (entre lenguas caribes y arahuacas): akawayo, akurio, arawak-lokono, kariña, macuxi, mawayana, patamona, pemón, sikiana, tiriyó, waiwai, wapishana, warao y wayana.

### Criollos extintos

#### Criollos basados en neerlandés
Del grupo de los criollos neerlandeses, ninguno está hablado en la actualidad. El más conocido era el Negerhollands (lit. ‘holandés negro’), hablado en las Indias Occidentales Danesas (actualmente las Islas Vírgenes de los Estados Unidos), extinto desde 1987 tras el fallecimiento de su última hablante. Otros criollos, como los de las regiones guyanesas de Berbice y Essequibo, también están extintos (el último, llamado skepi, está considerado lengua muerta desde 1998).
Cabe destacar que en las islas donde domina el neerlandés —los Países Bajos Caribeños (Bonaire, Saba y San Eustaquio) y las Islas del Reino de los Países Bajos (Aruba, Curazao y San Martín)— es el propio neerlandés el que sirve como lengua vehicular y oficial, no habiendo dado lugar al desarrollo de dialectos criollos basados en él. Los criollos hablados en estas islas (ninguno con estatus oficial) se basan en otras lenguas europeas. También en Surinam (antaño la Guayana Neerlandesa) es el propio neerlandés el hablado por la población, siendo el sranan tongo (surinamés) un criollo del inglés con distintas aportaciones, entre ellas la neerlandesa.

## Lenguas de inmigración
Las lenguas de inmigración son aquellas habladas por comunidades no autóctonas que residen en las distintas islas y regiones de forma permanente. Se dividen en dos grupos: lenguas del Caribe habladas en otras islas y regiones pero no autóctonas de la isla o región concreta (en este caso, el español tiene mucha presencia por ser el idioma de inmigrantes de otros países del continente); y lenguas foráneas. Si bien los idiomas del primer grupo no se consideran estrictamente de inmigración, ya que son oficiales en organizaciones como la Comunidad del Caribe, son hablados principalmente por inmigrantes en estas regiones (aunque procedan de otras partes del Caribe o del continente). El criollo más hablado fuera de su región autóctona, con diferencia, es el haitiano. Entre las lenguas foráneas destacan el chino mandarín y el árabe.
Los idiomas foráneos principales hablados en el Caribe son:
- Chino mandarín: Bahamas, Guyana, Jamaica;
- Árabe: Jamaica, Trinidad y Tobago;
- Tamil: Guyana;
- Irlandés: Jamaica;
- Alemán: Islas Vírgenes de los Estados Unidos;
- Danés: Islas Vírgenes de los Estados Unidos;
- Yoruba:[17] Trinidad y Tobado.